# Chloreuptychia herseis
Chloreuptychia herseis är en fjärilsart som beskrevs av Jean Baptiste Godart 1824. Chloreuptychia herseis ingår i släktet Chloreuptychia och familjen praktfjärilar. Inga underarter finns listade i Catalogue of Life.

## Bildgalleri

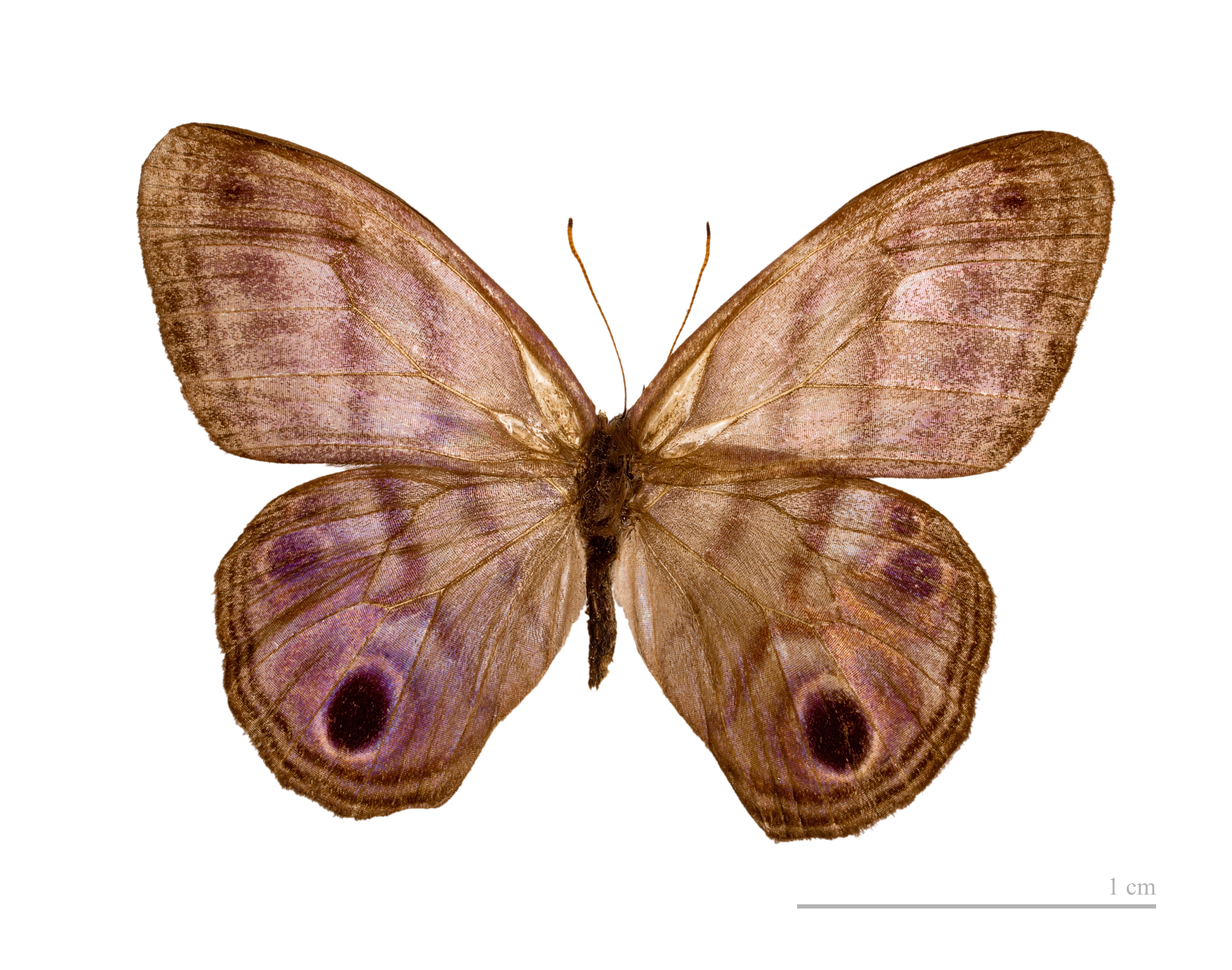
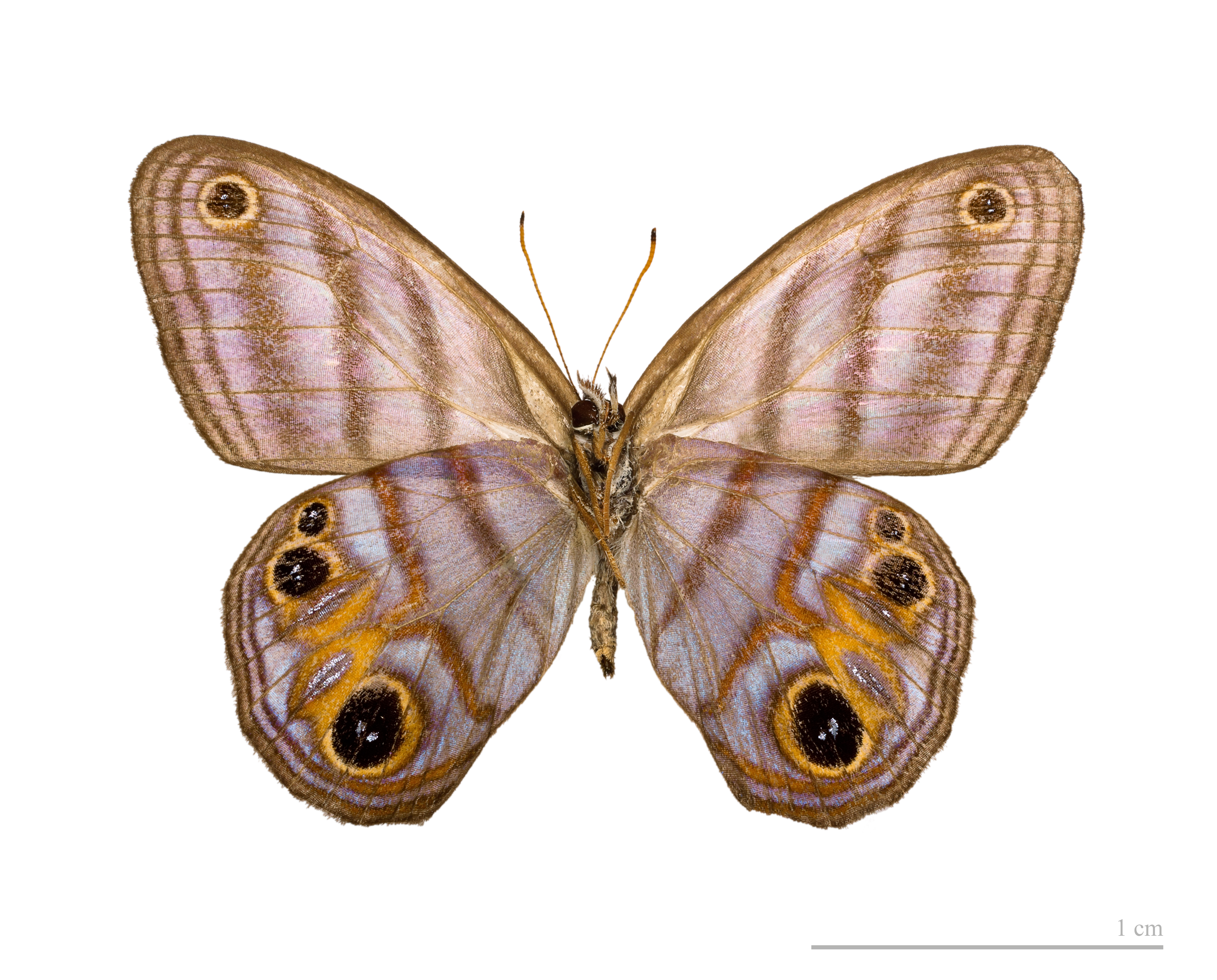
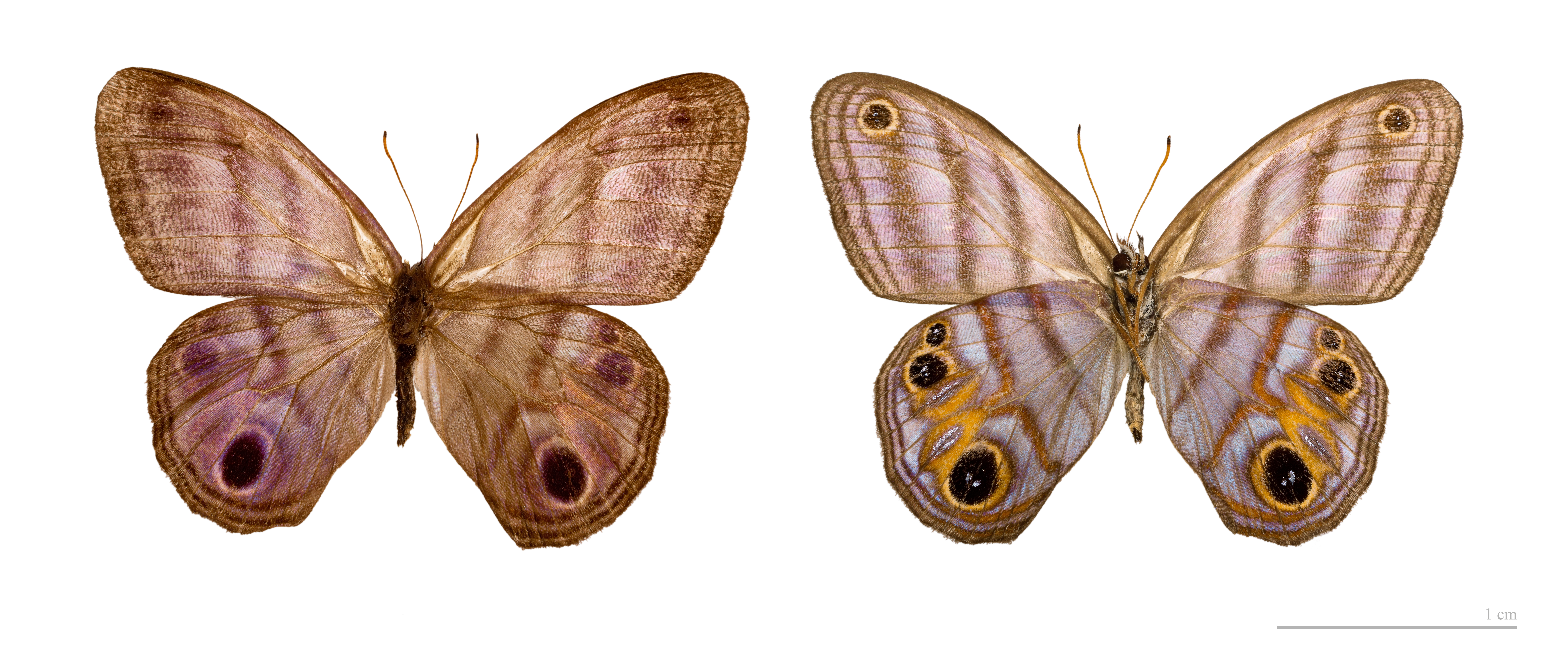
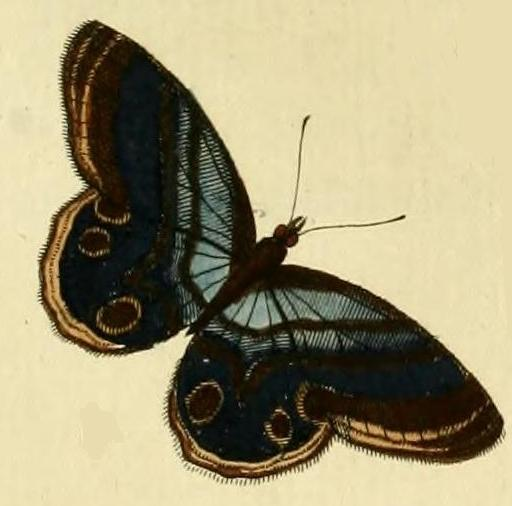
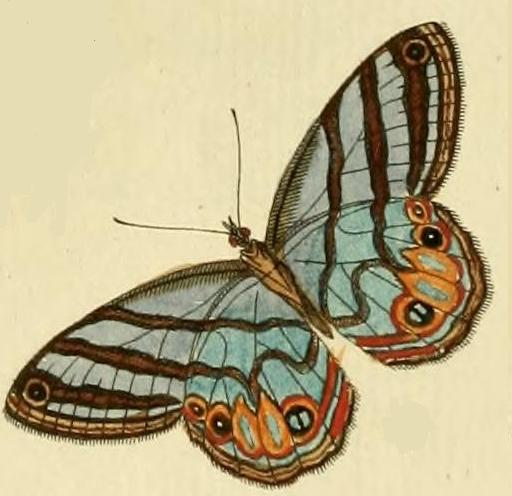
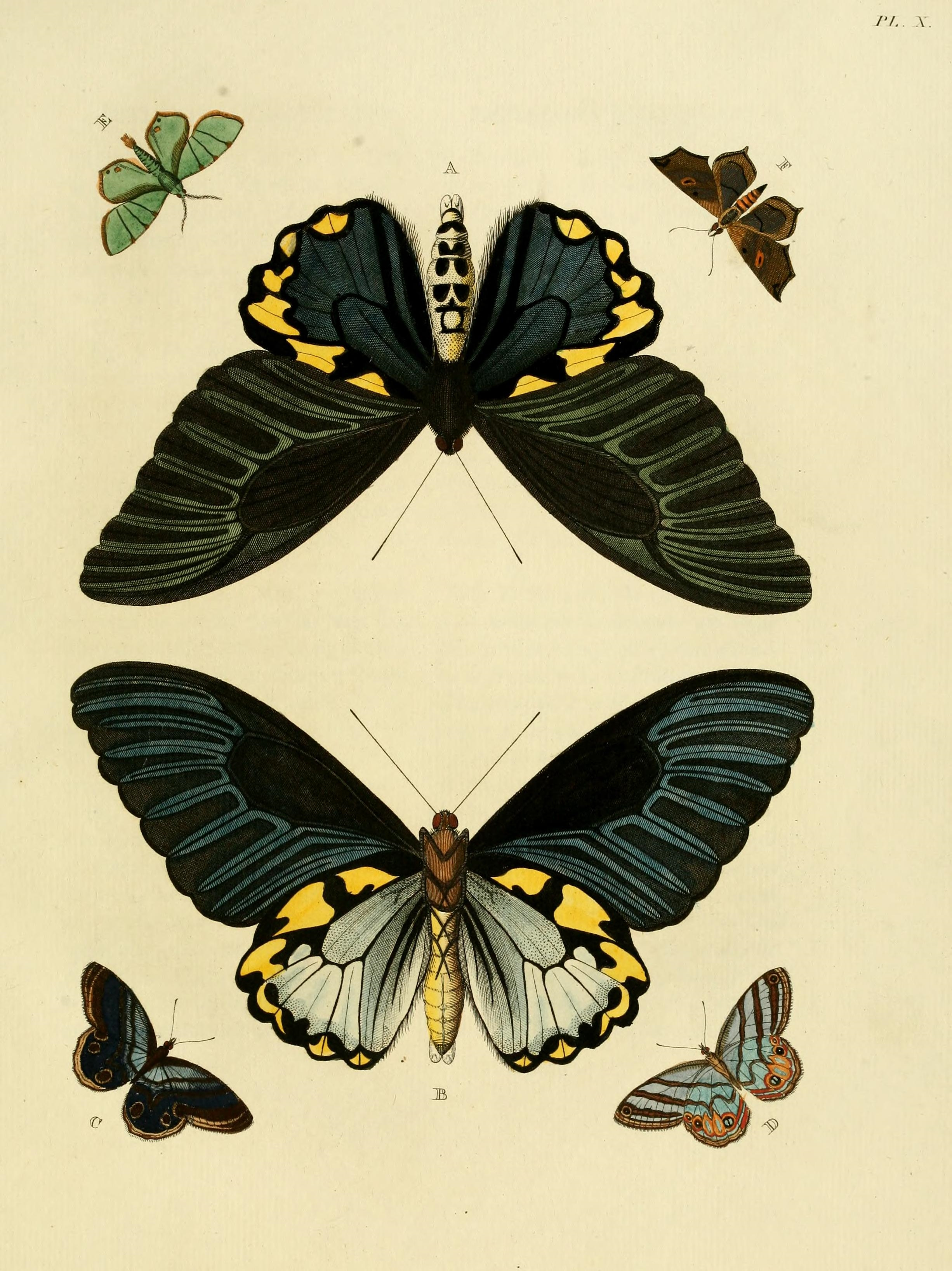